# Adrienne Mayor
Adrienne Mayor (* 1946) je americká historička vědy, etnobioložka a klasická folkloristka. Je známá svými výzkumy dějin vědy, geomytologie a protopaleontologie. Publikovala několik knih především o dějinách předvědeckého výzkumu zkamenělin ve starověku nebo využití vědy pro válečné účely (rovněž ve starověku). Známá je také její práce o mytologii severoamerických Indiánů.
Je známá například názorem na vznik legendy o středoasijském Gryfovi. Ten měl podle ní mít svůj původ v náhodných objevech zkamenělin malých rohatých dinosaurů protoceratopsů v poušti Gobi. Tato myšlenka ale není zcela prokazatelná. Mayorová také zkoumala legendy, které vznikly na místech výskytu čínských fosilií dinosaurů a jiných pravěkých obratlovců.